# 東ちづる
東 ちづる（あずま ちづる、1960年 〈昭和35年〉6月5日 - ）は、日本の女優、タレント、公益活動家。広島県因島市（現尾道市因島）出身。ホリプロ系列のプロダクション パオ所属。一般社団法人Get in touch理事長。東京2020オリンピック・パラリンピック競技大会 公式文化プログラム「東京2020 NIPPONフェスティバル」映像作品『MAZEKOZEアイランドツアー』総合構成・演出・総指揮。血液型はAB型。

## 人物
妹が居る。
子供の頃は日本舞踊、書道、そろばん、オルガン、英会話と多数の習い事をしていた。小学校時代の文集に「デザイナーかイラストレーターか漫画家になりたい」という作文を寄せていたことがあったが、後に気が変わって教師を目指すようになった。中学生時代はテニス部、生徒会で活動していた。広島県立因島高等学校卒業。高校では漫画研究会に所属。
大学は国立の教育大学を志望し、受験したが不合格だった。その時に母に「18年間の私の期待を裏切った」と言われたことがきっかけで解離性障害に陥り、高校生時代の記憶はほとんどなくしたという。
その後、関西外国語大学短期大学部に入学。短大に進学したが、当時は他の四年制大学への編入を目指していた。その短大2年生の時には、ハワイ大学の寄宿舎に一か月ほど滞在し、英語を学んでいた。卒業後、アルバイトのつもりで芸能界に入ったが、25歳の頃、芸能界で本格的に活動をすることに決める。
骨髄バンクや白血病に関するドラマ・映画の多くに出演している。骨髄バンクを支援し、ボランティアで講演を行って、小人症や骨が弱い人などの支援するなど「まぜこぜの社会」をめざす一般社団法人「Get in touch」の理事長である。戦争で傷ついた子ども達のリハビリを行う「ドイツ国際平和村」を支援している。
2003年に堀川恭資と結婚。2003年度の放送ウーマン賞を受賞する。
2021年2月、初期の胃がんが発覚し緊急入院、摘出手術を受けた。

## 逸話
- 広島県出身ということもあり、広島東洋カープのファンである[24]。中でも、北別府学とは旧知の仲である[25]。
- 若いころに「お嫁さんにしたい女性有名人No.1」に選ばれた[26][27][28]一方で、「痴漢に遭ってもやり返すだろうNo.1の女性」とも言われ、気の強さと上昇志向の激しさでも有名だった[27]。腕相撲で一般女性に負けたことがないといい、男性ともそれなりに競えると自負している[29]。
- ソニーを辞めて芸能界入りする直前の1985年8月12日、友人と遊ぶために大阪から上京し、帰阪のためにJAL123便に搭乗する予定だったが、別の友人と会う為に直前に一つ遅い便に変更したため難を逃れた。本人は到着した伊丹空港で墜落事故を知ったが、「自身がキャンセルしたことで犠牲になってしまった人が居るかもしれない」という自責感と恐怖が襲い、犠牲者や遺族に申し訳ない気持ちで当時は打ち明けることができなかった。2022年8月12日に公式Facebookで追悼メッセージを投稿した際[30]、想像以上に周りの関心が低かったことから、事故後の記憶の風化が進む怖さを感じ、語ることで少しでも多くの人が空の安全に目を向けてくれるきっかけになればと、迷いつつも気持ちが変わったという旨を2025年8月10日の朝日新聞への取材で明かしている[31]。

## 出演

### テレビドラマ
NHK
- 土曜ドラマ
  - 和菓子の味（1994年） - 松井恵子 役
- 大河ドラマ
  - 毛利元就（1997年） - 綾の方 役
- 連続テレビ小説
  - 天うらら（1998年） - 後藤諒子 役
  - あすか（1999 - 2000年） - 寺島菊江 役
  - わかば（2004 - 2005年） - 王繁美 役
- はんなり菊太郎（2002 - 2007年） - 多佳 役

日本テレビ
- 長七郎江戸日記（1990 - 1991年） - おなつ 役
- 結婚しないかもしれない症候群（1991年） - 三井笑子 役
- ドラマシティ'93（読売テレビ製作）「さまよえる脳髄」（1993年）
- 愛、ときどき嘘（1998年） - 中島葉子 役
- 火曜サスペンス劇場
  - 産婦人科医・南雲綾子 （2003年7月29日） - 鴨居響子 役
  - 浅草美女の湯殺人事件 （2005年12月13日） - 工藤典子 役
- 警視庁鑑識班2004（2004年） - 楠田十和子 役
- 五つ星ツーリスト〜最高の旅、ご案内します!!〜（2015年、読売テレビ製作） - 真田涼子 役
- ドクターカー（2016年、読売テレビ製作） - 天童美奈子 役
- 先に生まれただけの僕（2017年） - 鳴海とし江 役

テレビ朝日
- さすらい刑事旅情編（1989 - 1990年） - 酒井和代 役
- 火曜ミステリー劇場
  - 「一億二千万円をネコババした女たち」（1990年）
  - 「Dr.クマひげ〜新宿駅ウラ診療所〜」（1990年）
- 裏刑事-URADEKA-（1992年）
- 土曜ワイド劇場
  - 「温泉若おかみの殺人推理」（1996年 - 2019年） - 中川美奈（若女将） 役
  - 「法医学教室の事件ファイル」（2003年） - 佐伯茜 役
  - 「タクシードライバーの推理日誌」（2009年） - 吉岡波子 役
  - 「おみやさん SP第1弾」（2016年） - 岡本佐知代 役
- 愛は正義（2001年） - 長瀬淳子 役
- おみやさん 第2シリーズ（2003年） - 蓮見祐子 役
- 新・京都迷宮案内（2003年） - 木内順子 役
- スカイハイ2（2004年） - 南條理恵 役
- 銭形平次（2004 - 2005年） - 銭形静（お静） 役
- はぐれ刑事純情派（2006年） - 森下摩衣子 役
- 松本清張 けものみち（2006年） - 如月初音 役
- 時効警察（2006年） - 笠松ひろみ 役
- 太閤記〜天下を獲った男・秀吉（2006年） - まつ 役
- 7人の女弁護士
  - 第1シリーズ（2007年） ‐ 矢島律子 役
  - 第2シリーズ（2008年） - 宮田静香 役
- 生徒諸君!（2007年） - 堀江信子 役
- さくら署の女たち（2007年） - 堀切ナツ 役
- 女帝（2007年） - 江川弘美 役
- コールセンターの恋人（2009年） - 目黒百合子 役
- 椿山課長の七日間（2009年） - 市川静子 役
- やまない雨はない（2010年） - 有坂慶子 役
- 崖っぷちのエリー（2010年） - 真山佳江役
- 外科医 須磨久善（2010年） - 前田美智子 役
- 捜査地図の女（2012年） - 宗方史子 役
- 松本清張没後20年・ドラマスペシャル 熱い空気（2012年） - 平田牧子 役
- 刑事110キロ（2013年） - 三田村薫 役
- ドラマスペシャル 家政婦は見た!（2014年） - 平田牧子 役
- リーガルV〜元弁護士・小鳥遊翔子〜（2018年） - 相田栞 役
- 科捜研の女 Season19（2020年） - 後藤紅子 役
- 特捜9 Season4（2021年）- 溝口亮子 役

TBS
- 愛してるよ!先生（1990年） - 本間美弥 役
- デザートはあなた（1993年） - 友永ユイ 役
- 再婚トランプ（1998年） - 朋美
- 水戸黄門（2010年） - 蔦吉 役
- 悪女について（2012年） - 沢山道代 役
- 月曜ゴールデン
  - 「上条麗子の事件推理」（2010年） - 瀬川亜沙美 役
  - 「緑川警部シリーズ」（2010年） - 小谷千恵子 役

テレビ東京
- 労働省ドラマ・スペシャル「味松亭の四姉妹」（1989年11月23日、テレビ東京） - 松本檀 役[32]
- 女と愛とミステリー夏樹静子サスペンス「死刑台のロープウェイ」（2001年7月） - 不二木律子
- お江戸吉原事件帖（2007年） - おれん（連雀） 役
- 三十万人からの奇跡〜二度目のハッピーバースディ〜（2008年） - 三沢冴子 役
- ラスト・ドクター〜監察医アキタの検死報告〜（2014年） - 菊野 役
- ホテル警備隊 田辺素直（2016年） - 日疋千佳 役
- それでも結婚したいと、ヤツらが言った。（2023年） ‐ 大雛菊 役
- 水曜ミステリー9
  - 「ブランド刑事 予備鑑定捜査員 桐原真実」（2006年 - 2008年） - 桐原真実 役
  - 「刑事・ガサ姫〜特命・家宅捜索班〜」（2013年） - 安城美津子 役
  - 「さすらい署長 風間昭平」（2015年） - 清水由紀 役
  - 「特命おばさん検事! 花村絢乃の事件ファイル」（2017年） - 平山恒子 役

フジテレビ
- マルサ!!東京国税局査察部（2003年） - 和勢紗智子
- 金曜エンタテイメント
  - ざけんなヨ!!8・専業主婦でナゼ悪い!（1995年） - 北沢陽子 役
  - 児童虐待調査官 百瀬なつきの事件ファイル（2000年） - 入江美和子 役
  - えなりかずきの少年探偵 事件でござる3（2003年） - 砂原美潮 役
  - ココリコミラクルタイプドラマスペシャル（2005年）
  - 京都女優シリーズ
    1. 京都夜の祇園姉妹殺人事件（1999年1月22日） - 立花秋子 役
    2. 京都・呪いの十二単衣殺人事件（2000年2月4日） - 麻生夕子 役
    3. 京都怪奇伝説殺人事件（2001年6月15日） - 麻生夕子 役
    4. 妖しの清少納言殺人事件（2002年6月7日） - 麻生夕子 役
    5. 流れ橋殺人事件（2003年3月28日） - 麻生夕子 役
    6. 大奥殺人事件（2003年8月15日） - 麻生夕子 役
    7. 新選組殺人事件（2004年7月16日） - 麻生夕子 役
- ひみつな奥さん（2006年 - ） - 音無みどり 役
- 外科医 鳩村周五郎（2012年） - 平田美奈代 役
- 所轄刑事（2014年） - 笠井亮子（吉川渚） 役

WOWOW
- 結婚詐欺師（2007年） - 槇登与子 役
- 人間動物園（2009年） - 坂上礼子 役
- 隠蔽指令（2009年） - 羽根田弓子 役

### 映画
- 必殺! 主水死す（1996年） - おけい 役
- 極道の妻たち 死んで貰います（1999年）
- 天使がくれたもの（2007年） ‐ 日向友子 役
- のぞきめ（2016年） - 和世の母 役[33]
- イマジネーションゲーム（2018年）
- 鯉のはなシアター（2018年、監督：時川英之） - ナレーション
- 恋のしずく（2018年10月13日広島県先行公開 / 2018年10月20日全国公開、監督：瀬木直貴、ブロードメディア・スタジオ） - 美咲の母 役
- フード・ラック!食運（2020年11月20日） - 滝沢百合子 役[34]
- わたしのかあさん-天使の詩-（2024年3月30日、監督：山田火砂子） - 田辺真理子 役[35]
- まぜこぜ一座殺人事件（2024年10月18日、監督：齊藤雄基）[36] ※企画プロデューサーも兼ねる
- 真夏の果実（2025年5月17日、監督：いまおかしんじ）[37]
- シケモクとクズと花火と（2025年公開予定、監督：山岸謙太郎） - 櫻井みどり 役[38]

### 舞台
- ヴァギナ・モノローグス（2006年）

### バラエティ・教養番組
- 象印クイズ ヒントでピント（1988年10月9日 - 1991年10月20日） - レギュラー解答者
  - 4枠 ： 1988年10月9日（第457回） - 1989年12月24日（第510回）
  - 3枠 ： 1990年1月14日（第511回） - 1991年10月20日（第589回）
- 金子信雄の楽しい夕食（1987年 - 1992年） - アシスタント（初代）
- これが世紀の珍実験（1989年2月 - 3月）
- THE WEEK（1989年4月 - 1991年9月）
- ゲーム数字でQ（1991年 - 1993年） - 司会
- ビートたけしのお笑いウルトラクイズ（1992年） - アシスタント（第9回のみ）
- TVチャンピオン（1992年 - 1995年） - 司会
- ビートたけしのTVタックル（1992年 - 1998年） - 司会
- NHK歌謡コンサート（1993年 - 1995年） - 司会
- なるほど!ザ・ワールド（1994年） - レギュラー解答者｡主に大島智子とペアを組んでいた｡
- 東京でみられないTV キレイすてき（1994年 - 1995年、中京テレビ） - 司会
- クイズ庭付き一戸建て（1994年 - 1995年、テレビ朝日） - 司会
- 追跡・大震災 負けへんで!!（1995年）
- 世界の超豪華・珍品料理（1995年 - 1996年） - 数回出演。レポーター
- ものまね王座決定戦（1996年 - 1998年） - 司会
- BS真夜中の王国（1996年 - 1998年） - 司会
- この人このまち（1998年 - 1999年、NHK-BS） - 司会
- 世界ウルルン滞在記（1999年 - 2008年） - リポーター（「ドイツ国際平和村」シリーズ担当）
- 奇跡の扉 TVのチカラ（2003年 - 2007年） - 司会
- そうだったのか!池上彰の学べるニュース（2010年 - 2011年）パネラー
- にっぽん菜発見 そうだ、自然に帰ろう（2003年 - 2010年） - リポーター（ローテーション制）
- サタデースクランブル（2006年 - 2009年） - コメンテーター
- ダウンタウンのガキの使いやあらへんで!! 「ガキの使い卒業 さようなら山崎邦正」（2009年4月5日、日本テレビ） - ナレーター[39]
- スーパーモーニング（2009年 - 2011年） - コメンテーター
- スパモク!! ザ・運命カウンセラー（2010年） - 司会
- 朝だ!生です旅サラダ（2010年6月、朝日放送）- リポーター
- 情報満載ライブショー モーニングバード!（2011年4月 - 2012年9月） - コメンテーター（水曜日）
- ピースTV（2012年5月 - 2013年5月、広島テレビ／BS日テレ） - ナビゲーター
- ワイド!スクランブル（2013年4月 - 2014年3月） - コメンテーター（木曜日）
- HOPE for tomorrow〜希望をくれた「あの人」に感謝を伝える3分間〜（2014年1月 - 2015年3月、テレビ東京） - ナビゲーター
- ニッポンぶらり鉄道旅 第156回 (2019年4月11日、NHK BSプレミアム) - 旅人
- ローカル路線バス乗り継ぎの旅Z 第13弾（2020年3月28日、テレビ東京） - マドンナ

### スポーツ番組
- エキサイティング競馬（1986年 - 1991年） - 司会

### ラジオ
- グッドモーニングジャパン（TBSラジオ他JRN系列9局ネット、2001年 - 2007年）
- 東ちづるのおめざしてる?（文化放送）
- 東ちづるのま、そんなもんでしょ。（文化放送、2010年4月 - 2012年9月）
- 東ちづるのおしえて！タントくん （栃木放送、2020年12月2日 - 2021年9月29日）
- Changeの瞬間 〜がんサバイバーストーリー〜（2022年9月4日・11日、朝日放送ラジオ）[40]
- Dream Heart （JFN系ネット、2011年4月 - 2013年3月）
- 東ちづるのLet's MAZEKOZE（鳥越アズーリFM、2021年6月 - 2022年6月）

ラジオドラマ
- ぼんくら・日暮らし（2005年10月 - 2006年3月、ABCラジオ） - 春香 役

### CM
- シノブフーズ 「おにぎりQ」（1987年、電子レンジ編）
- クリナップ（1989年 - 1991年）
- 神栄石野証券（1990年）
- トヨタ自動車 「カローラ」（1993年）
- 政府広報 「骨髄バンク」（2000年）
- 大正製薬 「リアップレディ」（2005年 - 2006年）
- 花王 「リリーフ」（2010年）
- 永谷園 「広東風かに玉」（2010年）「わさび茶づけ」「煮込みラーメン」「麻婆春雨」「チャプチェ 韓国風春雨炒め」（2011年）「お茶づけ海苔60周年[41]」「おうちで韓国ごはん」「1杯でしじみ70個分のちから」（2012年） 「おとなのふりかけミニ」「蒸し鍋ラーメン」（2013年）
- 法律事務所ホームワン（2011年）
- 万田発酵
- 北海道とれたて！美味いもの市（ウインズウイン）

## 著書
- 『東ちづるのsuperアイデア料理』（1995年、世界文化社 別冊家庭画報）
- 『たいくつのパラダイす』（1997年、双葉社）『ビビってたまるか』双葉文庫
- 『わたしたちを忘れないで ドイツ平和村より』（2000年、ブックマン社）
- 『マリアンナとパルーシャ』（2001年、主婦と生活社）
- 『〈私〉はなぜカウンセリングを受けたのか 「いい人、やめた！」 母と娘の挑戦』（2002年、マガジンハウス） - 長谷川博一との共著
- 『らいふ』（2010年、講談社 ）
- 『モーニングバード!ヘルシークリップ 東ちづるの簡単、おいしい、楽しいレシピ』テレビ朝日「モーニングバード!」編 高増雅子監修（2012年、幻冬舎）